# 49ers
I 49ers sono un gruppo musicale italiano ideato da Gianfranco Bortolotti (Media Records) appartenente all'ondata di produzioni dance di fine anni ottanta, definite all'estero con l'appellativo di Spaghetti House, insieme ai Cappella (altro gruppo di Bortolotti)

## Storia
Nasce nel 1985, ma è solamente nel 1989 che i 49ers realizzarono il disco della svolta. Il singolo Touch Me, era un brano dance-house con le voci campionate di Aretha Franklin e Alicia Warren. Ebbe un enorme successo in Europa e negli USA, dove raggiunse la prima posizione nella classifica dance.
Dopo qualche mese arrivò il successivo Don't You Love Me (con la collaborazione di Jody Watley), e l'inevitabile album, intitolato semplicemente 49ers, pubblicato all'estero dalla prestigiosa etichetta Island Records.
Una breve pausa e il gruppo pubblicò un nuovo singolo, anteprima al secondo album che venne realizzato qualche tempo dopo, e sempre distribuito in tutto il mondo. Dalla metà degli anni novanta il gruppo incide solamente brani singoli, che comunque riscuotono sempre un più che discreto successo, specialmente sulle piste delle discoteche.
L'ultima hit risale al 1997, Baby I'm Yours, conosciuta nella versione più famosa quale "Van S Hard Mix" curata da Mario Scalambrin e Roberto Guiotto.
Il gruppo finisce nel 1998 con la pubblicazione dell'ultimo singolo: Let The Sunshine In.
Nel marzo 2013 ritorna il gruppo 49ERS con l'uscita del mix promo "Shine on in love"
con la collaborazione di Cheryl Porter e i remix di Paolo Aliberti e del duo "Gabriel e Castellon" ma sicuramente non meno importante è la "Original Version"

## Discografia
Album in studio
- 1990 - 49ers
- 1991 - The Remix Album
- 1992 - Playing with My Heart

Raccolte
- 2004 - Greatest Hits 1990-2002

Singoli
- 1988 - Die Walkure
- 1989 - Shadows
- 1990 - Touch Me
- 1990 - Don't You Love Me
- 1990 - How Longer
- 1990 - Girl to Girl
- 1990 - I Need You
- 1991 - Move Your Feet
- 1992 - Got to Be Free
- 1992 - The Message
- 1993 - Everything
- 1993 - Keep Your Love
- 1994 - Rockin' My Body
- 1995 - Hangin' On To Love
- 1996 - Baby I'm Yours
- 1997 - I've Got It
- 1998 - Let The Sunshine In
- 2013 - Shine on in love